# Cheilotrichia (Empeda) tristimonia
Cheilotrichia (Empeda) tristimonia is een tweevleugelige uit de familie steltmuggen (Limoniidae). De soort komt voor in het Nearctisch gebied.